# Ралте, Алберт Бернхард ван
Алберт Бернхард ван Ралте (нидерл. Albert Bernhard van Raalte; 21 мая 1890, Амстердам — 23 ноября 1952, там же) — нидерландский дирижёр.

## Биография
По рекомендации Артура Никиша поступил в 1906 г. в Кёльнскую консерваторию, где учился у Фрица Штайнбаха (дирижирование), Брама Элдеринга (скрипка), Ладзаро Уциелли (фортепиано) и Вальдемара фон Баусснерна (композиция). В студенческие годы играл в кёльнских кафе в ансамбле с Адольфом Бушем и Хансом Кнаппертсбушем.
В 1911—1914 гг. работал репетитором в оперных театрах Брюсселя, Лейпцига, Дрездена. В 1915—1916 гг. руководил летними концертами гаагского Резиденти-оркестра, затем работал в оперных театрах Амстердама и Гааги. В 1921 г. дирижировал оркестром в ходе французских гастролей Айседоры Дункан. В 1928—1940 гг. работал с оркестром нидерландского Радиокомитета. После нацистской оккупации Нидерландов возглавлял на протяжении полутора лет в Амстердаме Еврейский симфонический оркестр (нидерл. Joodsch Symphonie Orkest), в составе которого музыкантам еврейского происхождения было разрешено исполнять музыку композиторов-евреев.
По окончании Второй мировой войны возглавил новосозданный Филармонический оркестр Нидерландского радио и руководил им до 1950 г.